# Sde Uzijahu
Sde Uzijahu (hebrejsky שְׂדֵה עוֹזִיָּהוּ‎, doslova „Uzijahovo pole“, v oficiálním přepisu do angličtiny Sede Uzziyyahu, přepisováno též Sde Uziyahu) je vesnice typu mošav v Izraeli, v Jižním distriktu, v Oblastní radě Be'er Tuvja.

## Geografie
Leží v nadmořské výšce 30 metrů v pobřežní nížině, v regionu Šefela.
Obec se nachází 7 kilometrů od břehu Středozemního moře, cca 35 kilometrů jihojihozápadně od centra Tel Avivu, cca 52 kilometrů jihozápadně od historického jádra Jeruzalému a 7 kilometrů severozápadně od Kirjat Mal'achi. Sde Uzijahu obývají Židé, přičemž osídlení v tomto regionu je etnicky převážně židovské.
Sde Uzijahu je na dopravní síť napojen pomocí lokální silnice číslo 3711, která západně od vesnice ústí do dálnice číslo 4.

## Dějiny
Sde Uzijahu byl založen v roce 1950. Novověké židovské osidlování této lokality začalo po válce za nezávislost, kdy v roce 1948 tuto oblast ovládla izraelská armáda a došlo k vysídlení většiny arabské populace v tomto regionu.
Zakladateli mošavu byla skupina Židů z Libye. Místní ekonomika je založena na zemědělství. Původně se osada nazývala Ašdod Dalet (אשדוד ד) a Jad Šimšon (יד שמשון). Nynější jméno odkazuje na krále Azarjáše (hebrejsky Uzijahu), který je v tomto regionu připomínán v biblické Druhé knize královské 14,21

## Demografie
Podle údajů z roku 2014 tvořili naprostou většinu obyvatel v Sde Uzijahu Židé (včetně statistické kategorie "ostatní", která zahrnuje nearabské obyvatele židovského původu ale bez formální příslušnosti k židovskému náboženství).
Jde o menší obec vesnického typu s dlouhodobě rostoucí populací. K 31. prosinci 2014 zde žilo 1433 lidí. Během roku 2014 populace stoupla o 0,7 %.
| Rok            | 1961 | 1972 | 1983 | 1995 | 2001 | 2003 | 2004 | 2005 | 2006 | 2007 | 2008 | 2009 | 2010 | 2011 | 2012 | 2013 | 2014 |
| -------------- | ---- | ---- | ---- | ---- | ---- | ---- | ---- | ---- | ---- | ---- | ---- | ---- | ---- | ---- | ---- | ---- | ---- |
| Počet obyvatel | 743  | 808  | 701  | 826  | 1160 | 1190 | 1234 | 1269 | 1300 | 1313 | 1352 | 1230 | 1266 | 1341 | 1374 | 1423 | 1433 |